# 深浦町

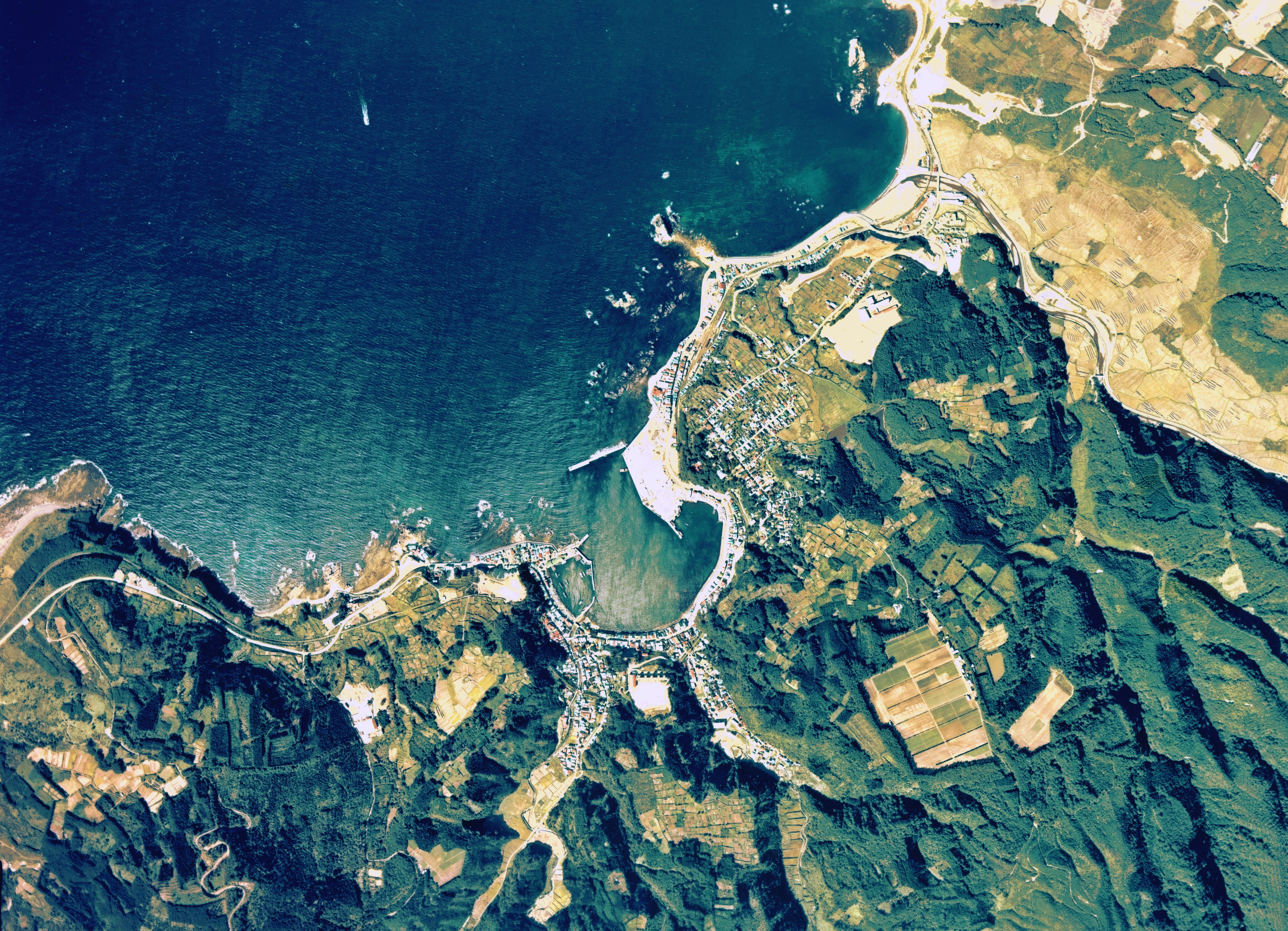
深浦町役場のある深浦地区周辺の空中写真。1975年撮影の2枚を合成作成。
。

深浦町（ふかうらまち）は、青森県西津軽郡にある町。日本海に面する。

## 地理
森林セラピー基地に認定されている。

### 地形
地勢は海岸線まで険しい山岳地帯が迫っている。そのため青森県下でも5番目の大きさながら、森林・原野の割合が約90%にのぼる。

#### 山地
主な山
- 白神山地 世界遺産に登録。
- 白神岳
- 枡形山
- 向白神岳

#### 河川
主な川・沢
- 大童子川
- 小童子川
- 追良瀬川
- オサナメ沢
- 広戸川（小広戸地区の中心）
- 母沢（山崎高田、山崎母沢地区）
- 吾妻川（吾妻沢。吾妻沢地区の中心。東股沢、南股沢がある）
- 六角沢
- 湯の沢
- 磯崎川
- 泥川
- 東風股沢
- 笹内川（ささない; 支流: 新谷沢、二瀬の沢、井戸股沢、尻無沢、向打沢など）[4]
- 濁川
- 松神川（十二湖のひとつ大池周辺を源流とする）
- 大峰沢川（大峰沢）
- 津梅川
- 入良川（いら）など[5]

#### 湖沼
主な湖
- 十二湖 ブナの自然林に囲まれた33の複数の湖沼群。

#### 島嶼
主な島
- 久六島

### 気候
日本海に面し、沿岸を対馬海流（暖流）が流れていることと、偏東風（やませ）が奥羽山脈にさえぎられるため、積雪もさほど多くはない。県内では比較的温暖で、気温の日較差が小さい。
| 深浦特別地域気象観測所（標高66.1m、深浦町大字深浦字岡町）の気候 | 深浦特別地域気象観測所（標高66.1m、深浦町大字深浦字岡町）の気候 | 深浦特別地域気象観測所（標高66.1m、深浦町大字深浦字岡町）の気候 | 深浦特別地域気象観測所（標高66.1m、深浦町大字深浦字岡町）の気候 | 深浦特別地域気象観測所（標高66.1m、深浦町大字深浦字岡町）の気候 | 深浦特別地域気象観測所（標高66.1m、深浦町大字深浦字岡町）の気候 | 深浦特別地域気象観測所（標高66.1m、深浦町大字深浦字岡町）の気候 | 深浦特別地域気象観測所（標高66.1m、深浦町大字深浦字岡町）の気候 | 深浦特別地域気象観測所（標高66.1m、深浦町大字深浦字岡町）の気候 | 深浦特別地域気象観測所（標高66.1m、深浦町大字深浦字岡町）の気候 | 深浦特別地域気象観測所（標高66.1m、深浦町大字深浦字岡町）の気候 | 深浦特別地域気象観測所（標高66.1m、深浦町大字深浦字岡町）の気候 | 深浦特別地域気象観測所（標高66.1m、深浦町大字深浦字岡町）の気候 | 深浦特別地域気象観測所（標高66.1m、深浦町大字深浦字岡町）の気候 |
| 月                                                              | 1月                                                             | 2月                                                             | 3月                                                             | 4月                                                             | 5月                                                             | 6月                                                             | 7月                                                             | 8月                                                             | 9月                                                             | 10月                                                            | 11月                                                            | 12月                                                            | 年                                                              |
| --------------------------------------------------------------- | --------------------------------------------------------------- | --------------------------------------------------------------- | --------------------------------------------------------------- | --------------------------------------------------------------- | --------------------------------------------------------------- | --------------------------------------------------------------- | --------------------------------------------------------------- | --------------------------------------------------------------- | --------------------------------------------------------------- | --------------------------------------------------------------- | --------------------------------------------------------------- | --------------------------------------------------------------- | --------------------------------------------------------------- |
| 最高気温記録 °C （°F）                                          | 14.1 (57.4)                                                     | 19.9 (67.8)                                                     | 19.7 (67.5)                                                     | 25.6 (78.1)                                                     | 28.9 (84)                                                       | 29.6 (85.3)                                                     | 35.1 (95.2)                                                     | 37.9 (100.2)                                                    | 34.4 (93.9)                                                     | 30.6 (87.1)                                                     | 25.1 (77.2)                                                     | 19.7 (67.5)                                                     | 37.9 (100.2)                                                    |
| 平均最高気温 °C （°F）                                          | 2.3 (36.1)                                                      | 3.0 (37.4)                                                      | 6.7 (44.1)                                                      | 12.7 (54.9)                                                     | 17.8 (64)                                                       | 21.6 (70.9)                                                     | 25.3 (77.5)                                                     | 27.1 (80.8)                                                     | 23.6 (74.5)                                                     | 17.5 (63.5)                                                     | 11.1 (52)                                                       | 5.1 (41.2)                                                      | 14.5 (58.1)                                                     |
| 日平均気温 °C （°F）                                            | 0.0 (32)                                                        | 0.3 (32.5)                                                      | 3.2 (37.8)                                                      | 8.5 (47.3)                                                      | 13.5 (56.3)                                                     | 17.5 (63.5)                                                     | 21.7 (71.1)                                                     | 23.2 (73.8)                                                     | 19.5 (67.1)                                                     | 13.6 (56.5)                                                     | 7.9 (46.2)                                                      | 2.4 (36.3)                                                      | 10.9 (51.6)                                                     |
| 平均最低気温 °C （°F）                                          | −2.4 (27.7)                                                     | −2.2 (28)                                                       | 0.1 (32.2)                                                      | 4.5 (40.1)                                                      | 9.6 (49.3)                                                      | 14.1 (57.4)                                                     | 18.7 (65.7)                                                     | 20.0 (68)                                                       | 15.9 (60.6)                                                     | 10.0 (50)                                                       | 4.7 (40.5)                                                      | −0.3 (31.5)                                                     | 7.7 (45.9)                                                      |
| 最低気温記録 °C （°F）                                          | −10.5 (13.1)                                                    | −9.8 (14.4)                                                     | −8.8 (16.2)                                                     | −4.1 (24.6)                                                     | 0.2 (32.4)                                                      | 5.6 (42.1)                                                      | 8.5 (47.3)                                                      | 12.4 (54.3)                                                     | 6.9 (44.4)                                                      | 1.8 (35.2)                                                      | −5.8 (21.6)                                                     | −9.8 (14.4)                                                     | −10.5 (13.1)                                                    |
| 降水量 mm （inch）                                              | 100.3 (3.949)                                                   | 84.0 (3.307)                                                    | 84.3 (3.319)                                                    | 90.5 (3.563)                                                    | 120.2 (4.732)                                                   | 98.5 (3.878)                                                    | 145.1 (5.713)                                                   | 174.9 (6.886)                                                   | 163.6 (6.441)                                                   | 170.4 (6.709)                                                   | 159.6 (6.283)                                                   | 137.6 (5.417)                                                   | 1,529 (60.197)                                                  |
| 降雪量 cm （inch）                                              | 80 (31.5)                                                       | 66 (26)                                                         | 27 (10.6)                                                       | 1 (0.4)                                                         | 0 (0)                                                           | 0 (0)                                                           | 0 (0)                                                           | 0 (0)                                                           | 0 (0)                                                           | 0 (0)                                                           | 4 (1.6)                                                         | 50 (19.7)                                                       | 226 (89)                                                        |
| 平均降水日数 （≥0.5mm）                                         | 23.0                                                            | 19.0                                                            | 16.5                                                            | 12.6                                                            | 12.1                                                            | 11.0                                                            | 12.5                                                            | 11.9                                                            | 12.9                                                            | 15.2                                                            | 18.4                                                            | 22.3                                                            | 187.4                                                           |
| 平均降雪日数                                                    | 28.6                                                            | 24.1                                                            | 19.3                                                            | 4.0                                                             | 0.0                                                             | 0.0                                                             | 0.0                                                             | 0.0                                                             | 0.0                                                             | 0.2                                                             | 8.8                                                             | 24.5                                                            | 110.0                                                           |
| % 湿度                                                          | 70                                                              | 69                                                              | 67                                                              | 69                                                              | 76                                                              | 82                                                              | 85                                                              | 83                                                              | 80                                                              | 74                                                              | 70                                                              | 70                                                              | 75                                                              |
| 平均月間日照時間                                                | 25.4                                                            | 46.9                                                            | 104.4                                                           | 170.7                                                           | 194.0                                                           | 179.3                                                           | 154.9                                                           | 178.2                                                           | 155.3                                                           | 126.6                                                           | 63.0                                                            | 30.9                                                            | 1,430.8                                                         |
| 出典：気象庁 (平均値：1991年-2020年、極値：1940年-現在)         |                                                                 |                                                                 |                                                                 |                                                                 |                                                                 |                                                                 |                                                                 |                                                                 |                                                                 |                                                                 |                                                                 |                                                                 |                                                                 |

### 地域
大間越
西津軽郡大間越村に起源を持つ大字大間越（おおまごし）。小字に宮崎平、宮崎浜、白神平、白神浜、釜屋沢、上小屋野、下小屋野、山科、筧（かけい）、大間越山、入良川山（いらがわやま）がある。浜にたいし内陸の方を「- 平」という。大間越漁港（大間越港）、大間越駅がある。

### 人口
平成27年国勢調査より前回調査からの人口増減をみると、13.02％減の8,429人であり、増減率は県下40市町村中37位。
| |                                        |  |
| 深浦町と全国の年齢別人口分布（2005年） | 深浦町の年齢・男女別人口分布（2005年） |  |
| ■紫色 ― 深浦町 ■緑色 ― 日本全国 | ■青色 ― 男性 ■赤色 ― 女性              |  |
| 深浦町（に相当する地域）の人口の推移 \| 1970年（昭和45年） \| 18,157人 \| \| \| 1975年（昭和50年） \| 16,326人 \| \| \| 1980年（昭和55年） \| 15,445人 \| \| \| 1985年（昭和60年） \| 14,307人 \| \| \| 1990年（平成2年） \| 13,335人 \| \| \| 1995年（平成7年） \| 12,546人 \| \| \| 2000年（平成12年） \| 11,799人 \| \| \| 2005年（平成17年） \| 10,910人 \| \| \| 2010年（平成22年） \| 9,691人 \| \| \| 2015年（平成27年） \| 8,429人 \| \| \| 2020年（令和2年） \| 7,346人 \| \| |                                        |  |
| 総務省統計局 国勢調査より |                                        |  |
| 1970年（昭和45年） | 18,157人                               |  |
| 1975年（昭和50年） | 16,326人                               |  |
| 1980年（昭和55年） | 15,445人                               |  |
| 1985年（昭和60年） | 14,307人                               |  |
| 1990年（平成2年） | 13,335人                               |  |
| 1995年（平成7年） | 12,546人                               |  |
| 2000年（平成12年） | 11,799人                               |  |
| 2005年（平成17年） | 10,910人                               |  |
| 2010年（平成22年） | 9,691人                                |  |
| 2015年（平成27年） | 8,429人                                |  |
| 2020年（令和2年） | 7,346人                                |  |

### 隣接している自治体
青森県
- 西津軽郡鰺ヶ沢町

秋田県
- 山本郡八峰町

## 歴史
- 1889年（明治22年）4月1日 - 町村制の施行により深浦村、広戸村、追良瀬村、横磯村、月屋村、艫作村が合併して深浦村が発足。この時点で面積は191.20k㎡。
- 1926年（大正15年）4月1日 - 深浦村が町制施行して深浦町となる。
- 1955年（昭和30年）7月29日 - 深浦町と大戸瀬村が合併し、改めて深浦町が発足。この時点で面積は311.95k㎡。
- 2005年（平成17年）3月31日 - 西津軽郡岩崎村と合併し、改めて深浦町が発足。全国初となる「深浦町自動販売機の適正な設置及び管理に関する条例」が施行される。これによって、たばこの自動販売機の新規設置ができなくなる。
- 2007年（平成19年）6月2日 - 北朝鮮から木製の小船で脱出した50-60代の夫婦と20代の息子の4人が北朝鮮・清津から漂着、保護。日本で初めての出来事。日本政府は人道的見地と北朝鮮人権法等に基づき、茨城県牛久市の法務省東日本入国管理センターに一時収容。本人達は韓国での定住を希望し、韓国が受け入れ表明したのに伴い、同月16日日本を出国した。
- 2022年（令和4年）8月9日 - 集中豪雨に見舞われ各所で町道が不通となる。長慶平地区、松原地区が一時孤立[14]。

## 政治

### 行政
町長
- 町長: 吉田満（2008年12月21日初当選）

#### 歴代町長
特記なき場合『町勢要覧（資料編）2017』による。
| 代 | 氏名   | 就任         | 退任         | 備考 |
| -- | ------ | ------------ | ------------ | ---- |
| 1  | 西﨑哲 | 平成17年4月  | 平成20年12月 |      |
| 2  | 吉田満 | 平成20年12月 | 現職         |      |

### 議会
- 町議会
  - 定数12人（現在の議員の任期は2019年まで）

## 公的機関

### 国の機関
林野庁
- 東北森林管理局 津軽森林管理署 
  - 大戸瀬森林事務所
  - 深浦・南深浦森林事務所
  - 岩崎・大間越森林事務所

気象庁 仙台管区気象台
- 青森地方気象台 深浦測候所

### 警察
青森県警察 鰺ヶ沢警察署
- 深浦交番
- 北金ケ沢駐在所
- 驫木駐在所
- 岩崎駐在所
- 大間越駐在所

### 消防
鰺ヶ沢地区消防事務組合
- 深浦消防署
  - 岩崎分署

## 郵便

### 直営郵便局
- 深浦郵便局〔集配局〕（84013）
- 岩崎郵便局〔集配局〕（84023）
- 北金ヶ沢郵便局（84052）
- 驫木郵便局（84071）

### 簡易郵便局
- 風合瀬簡易郵便局（84750）
- 黒崎簡易郵便局（84751）
- 柳田簡易郵便局（84768）
- 追良瀬簡易郵便局（84770）
- 大戸瀬簡易郵便局（84777）
- 舮作簡易郵便局（84790）
- 松神簡易郵便局（84798）[注釈 1]
- 大間越簡易郵便局（84802）

## 姉妹都市･提携都市

### 国内
- 岩内町（北海道 後志総合振興局 岩内郡）

## 経済

### 第一次産業
主な漁港
- 艫作漁港
- 横磯漁港
- 広戸漁港
- 驫木漁港
- 風合瀬漁港
- 田野沢漁港
- 北金ヶ沢漁港
- 岩崎漁港
- 森山漁港
- 黒崎漁港
- 大間越漁港

## 教育

### 高等学校
県立
- 青森県立木造高等学校深浦校舎

### 中学校
町立
- 深浦町立深浦中学校
- 深浦町立大戸瀬中学校

### 小学校
町立
- 深浦町立深浦小学校
- 深浦町立修道小学校
- 深浦町立いわさき小学校

## 交通

### 鉄道
- 東日本旅客鉄道（JR東日本）
  - 五能線：大間越駅 - 白神岳登山口駅 - 松神駅 - 十二湖駅 - 陸奥岩崎駅 - 陸奥沢辺駅 - ウェスパ椿山駅 - 艫作駅 - 横磯駅 - 深浦駅 - 広戸駅 - 追良瀬駅 - 驫木駅 - 風合瀬駅 - 大戸瀬駅 - 千畳敷駅 - 北金ケ沢駅 - 陸奥柳田駅

町役場最寄駅は深浦駅。

### バス
路線バス
- 弘南バス
  - 鰺ヶ沢 - 深浦線
  - 十二湖線

### 道路
一般国道
- 国道101号
  - 道の駅ふかうら

主要地方道
- 青森県道28号岩崎西目屋弘前線

一般県道
- 青森県道191号種里町柳田線
- 青森県道192号岩崎深浦線
- 青森県道193号艫作艫作停車場線
- 青森県道194号沢辺陸奥沢辺停車場線
- 青森県道264号松神停車場線
- 青森県道280号十二湖公園線

### 港湾
- 岩崎港
- 深浦港

## 名所・旧跡・観光スポット・祭事・催事
- 白神山地（世界遺産）
- WeSpa椿山

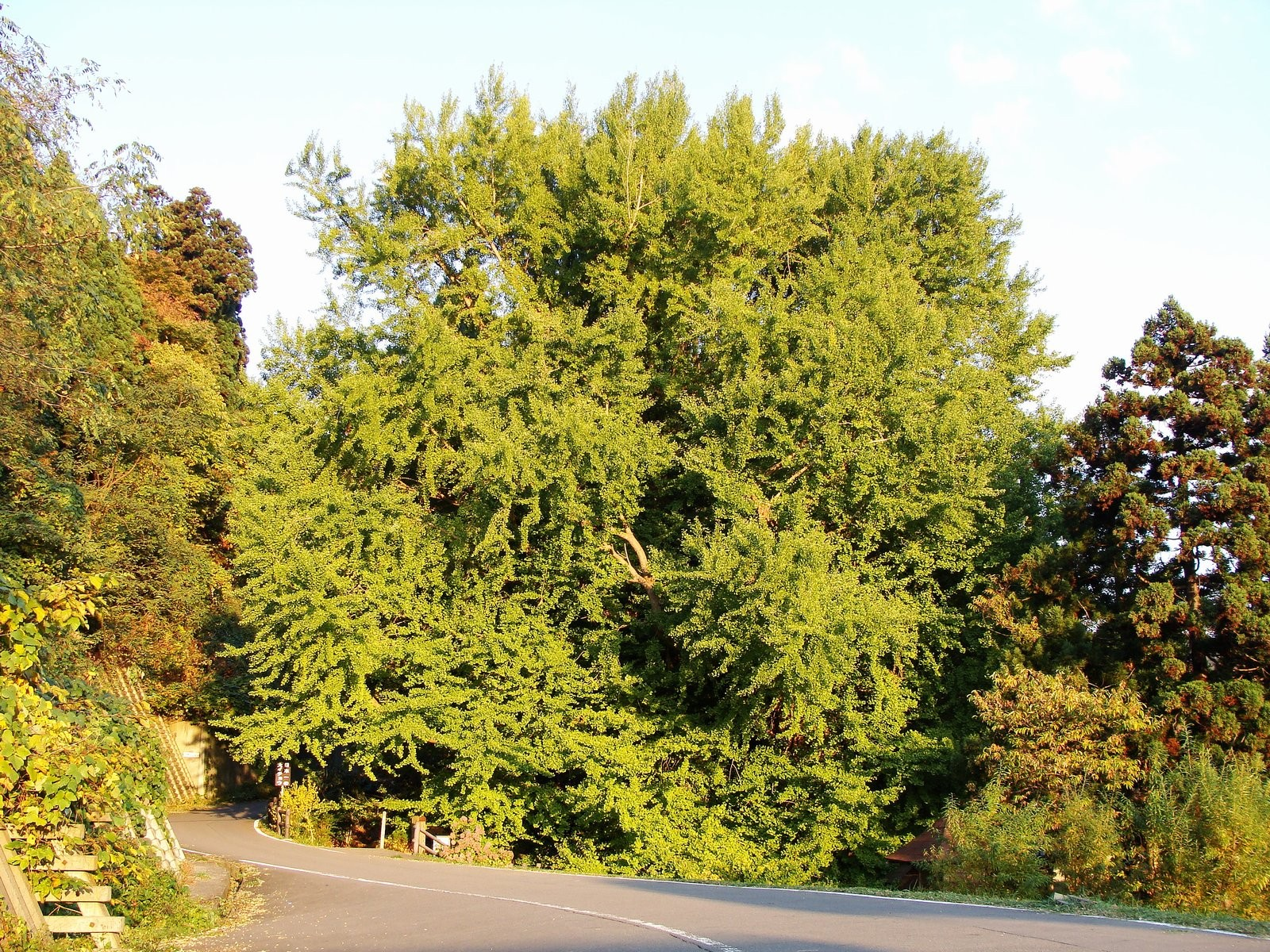
北金ヶ沢のイチョウ - 日本最大のイチョウ。樹齢千年以上

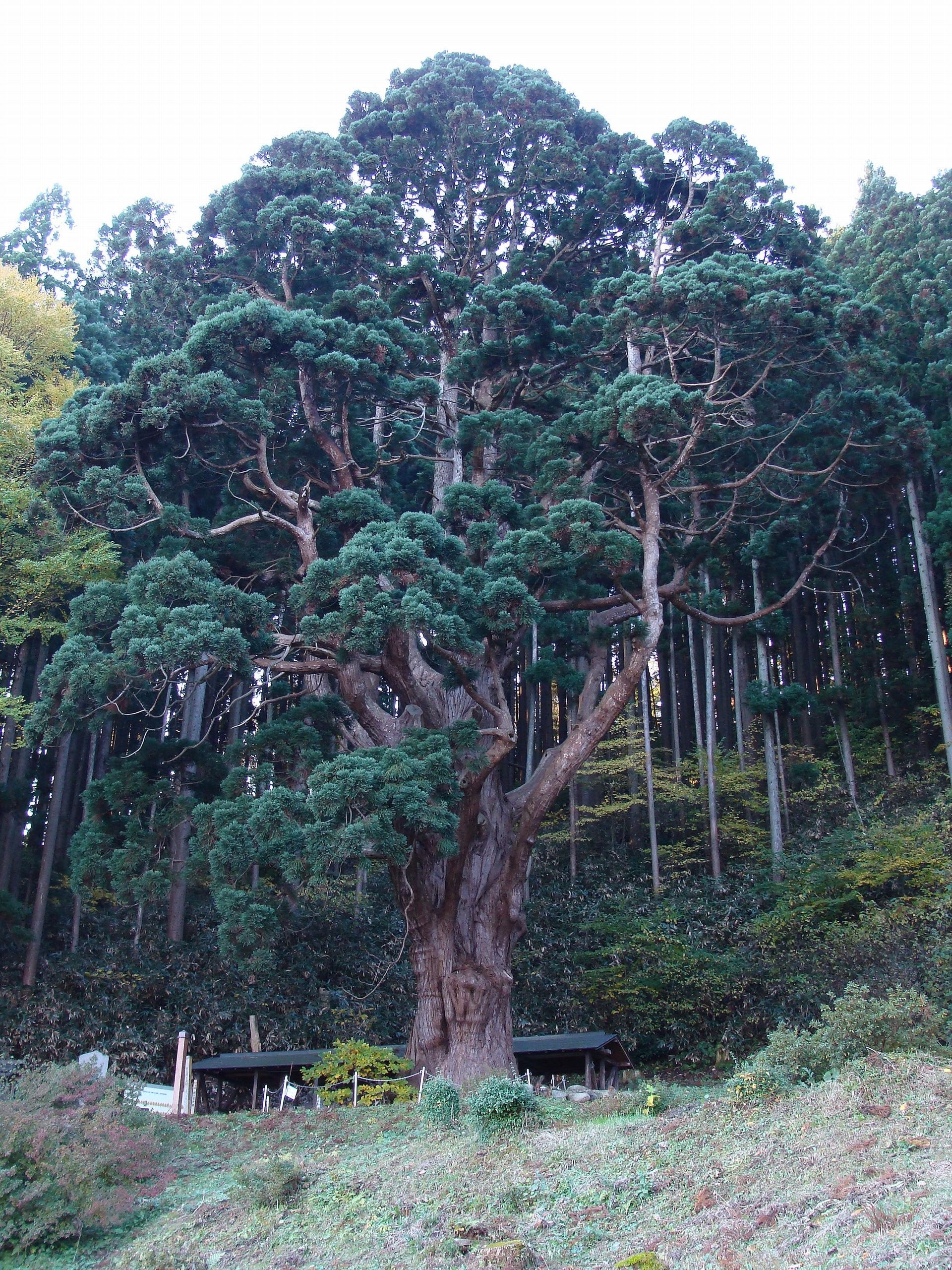
関の甕杉（せきのかめすぎ） - 樹齢千年以上

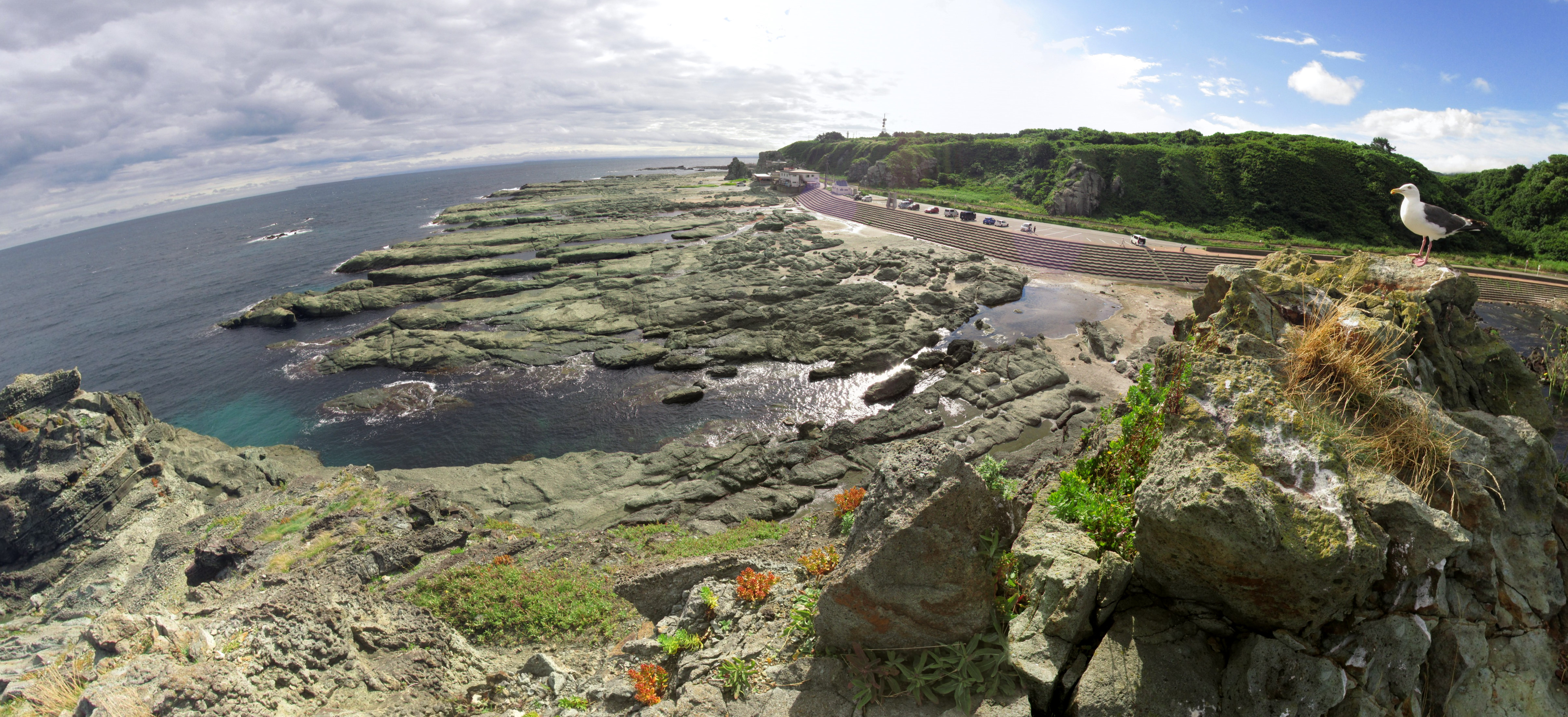
千畳敷海岸

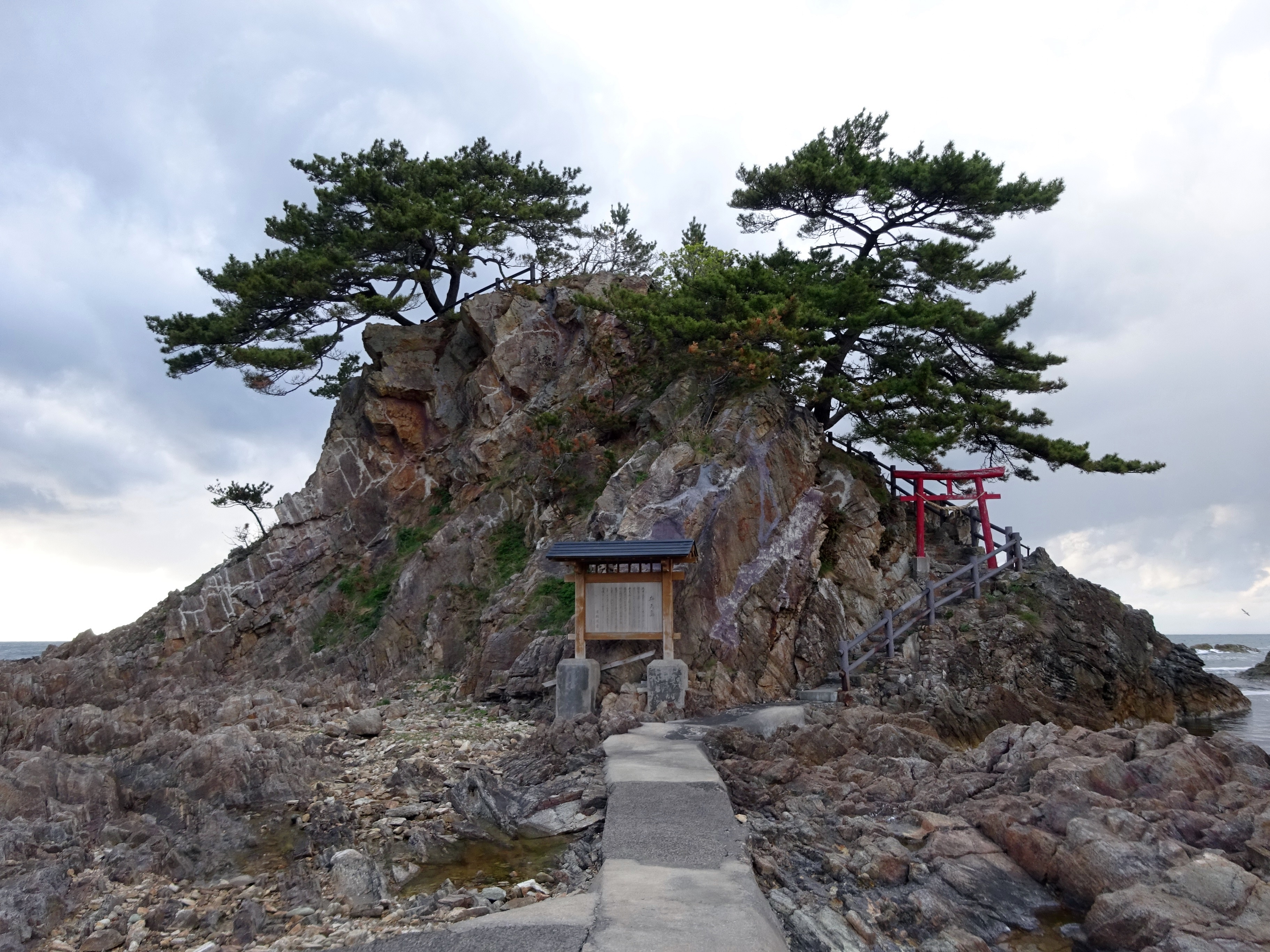
深浦岡崎の弁天島

- 深浦町立歴史民俗資料館・美術館 〔深浦字苗代沢〕
- 円覚寺 - 澗口観音。（国の重要文化財：薬師堂内厨子船絵馬等）（県重宝：宝篋印塔[18]）
- ふかうら文学館（太宰治などゆかりの文人の資料を展示する文学館）〔深浦字浜町〕
- 風待ち舘（北前船展示資料館・深浦町総合観光案内所（深浦町観光協会））〔深浦字浜町〕
- 十二湖
- 日本キャニオン
- アオーネ白神十二湖（旧：サンタランド白神）
- 千畳敷海岸海水浴場
- 大岩海岸
- 風合瀬海岸海水浴場
- 岡崎海岸海水浴場
- 森山海岸
  - 森山海岸海水浴場
  - ガンガラ岩
  - 賽の河原
- 大間越海岸海水浴場
- 大間越関所跡 - 福寿草公園
- 北金ヶ沢のイチョウ 〔北金ケ沢字塩見形〕 日本最大のイチョウ、国の天然記念物。
- 関の甕杉（せきのかめすぎ）〔関字栃沢〕 県天然記念物、推定樹齢1,000年。周囲は「関の古碑群」。
- 関の古碑群 〔関字栃沢〕県史跡、南北朝時代（1338年 - 1392年）の板碑形式の供養碑。十三安藤氏関係の古碑。

## 出身著名人
一時は、現役の関取が1つの市町村出身としては全国最多の4人いたが、2011年の大相撲八百長問題で安美錦以外の3人が引退勧告や退職勧告を受け角界を去った。
- 安美錦竜児 - 元大相撲力士
- 安壮富士清也 - 元大相撲力士
- 海鵬涼至 - 元大相撲力士
- 将司昂親 - 元大相撲力士
- 佐藤かんじ - 放送作家（笑点、エンタの神様等）[19]
- とみさわ千夏 - 漫画家
- シャイアン山本 - プロボクサー・元日本ライト級王者
- 七戸康博 - 空手家
- 近藤金吾 - シンガーソングライター
- 草野とおる - 俳優。妻の山田まりやとともに深浦町の観光特使に委嘱された[20]。